# 2025年オーストラリア総選挙
2025年オーストラリア総選挙（英語: 2025 Australian federal election）は、2025年5月3日に行われたオーストラリアの連邦議会（上院・下院）議員（第48期）の総選挙である。

## 概要
上院（元老院）と下院（代議院）の両院で実施された。上院76議席のうち40議席と、下院150議席全てが選挙にかけられた。
5月3日午前8時から午後6時まで投票が行われたのち、午後10時には労働党の勝利が発表された。結果的に労働党は結党以来最高議席となる94議席を獲得した。
ピーター・ダットン率いる自由党及び保守連合は43議席と大惨敗を喫し、ダットン本人も落選した。オーストラリアで野党第一党党首が落選したのは史上初めてだった。
アルバニージーは首相としては2004年のジョン・ハワード以来、21年ぶりに総選挙で信任された首相となり、政権は2期目に入った。

## 選挙データ

### 内閣
- 選挙時：アルバニージー内閣
  - 首相：アンソニー・アルバニージー（オーストラリア労働党党首）
  - 与党：オーストラリア労働党
- 選挙後：
  - 首相：アンソニー・アルバニージー
  - 与党：オーストラリア労働党

### 解散日
- 2025年3月28日

### 投票日
- 2025年5月3日

### 改選数
- 上院：040
- 下院：150

### 選挙制度
- 上院：単記移譲式比例代表制
  - ニューサウスウェールズ州：6
  - ビクトリア州　　　　　　：6
  - クイーンズランド州　　　：6
  - 西オーストラリア州　　　：6
  - 南オーストラリア州　　　：6
  - タスマニア州　　　　　　：6
  - 首都特別地域　　　　　　：2
  - ノーザンテリトリー　　　：2
- 下院：小選挙区優先順位付投票制[2]

#### 投票方法
- 上院：秘密投票、単記移譲式投票、1票制

有権者は政党（"Above the Line"）か候補者個人（"Below the Line"）のいずれかについて、順位を付けた投票を行う。
政党に投票する場合は少なくとも6位まで、候補者に投票する場合は少なくとも12位まで記さないとならないが、救済条項により、政党の場合は1位のみ、個人の場合は6位まで記せば有効票として扱われる。
- 下院：秘密投票、優先順位付投票、1票制

候補者に優先順位を付けて投票し、優先順位が低い候補者は落選し、落選候補者は残りの候補者に移譲される。小選挙区制で行われるため、優先順位が過半数の得票で当選する。

#### 選挙権
18歳以上のオーストラリア国民または1984年1月26日までに選挙人登録をした18歳以上のイギリス国民。

#### 被選挙権
18歳以上のオーストラリア国民。

#### 有権者数
18,098,797

## 世論調査
1. ↑  “オーストラリア連邦議会総選挙、5月21日に実施へ(オーストラリア)”. ジェトロ. 2022年5月2日閲覧。
2. ↑  オーストラリア連邦選挙法第239・240条。
3. ↑  小暮哲夫. “「世界で最も完璧に近い投票制度」オーストラリアの難解すぎる選挙”. withnews.jp. 2023年6月30日閲覧。
4. ↑  オーストラリア連邦選挙法第268A・269条。